# Festuca galicicae
Festuca galicicae Horvat ex Markgr.-Dann. – gatunek rośliny z rodziny wiechlinowatych (Poaceae (R. Br.) Barnh.). Występuje endemicznie w Macedonii oraz Albanii. Rośnie między innymi na terenie albańskiego Parku Narodowego Prespa oraz macedońskiego Parku Narodowego Galiczicy.

## Taksonomia
Takson został opisany w 1978 roku. Holotyp pochodził z masywu Galiczica. Rósł na wysokości 2210 m n.p.m. i został zebrany w 1939 roku.

## Morfologia
PokrójBylina. Łodyga dorasta do 40–65 cm wysokości.
LiściePowierzchni liści jest gładka. Mają ostry wierzchołek.
KwiatyZebrane są w otwarte wiechy o długości 6–8 cm. Gałązki wiech są owłosione. Kłoski są pojedyncze, podłużne, bocznie ściśnięte, osadzone na szypułkach. Kłoski zawierające po 3–4 kwiaty. Otwierają się gdy dojrzeją. Kwiaty zmniejszają się przy wierzchołku. Plewki są trwałe, krótkie niż kłoski. Dolna plewki ma lancetowaty kształt, z ostrym wierzchołkiem. Ma jedną żyłkę, natomiast boczne żyłki są nieobecne. Górna plewka ma jajowaty kształt, ze spiczastym wierzchołkiem. Ma 5,2–6,9 mm długości oraz 0,9 szerokości. Ma trzy żyłki. Kwiaty dolne mają lancetowaty kształt, ze spiczastym wierzchołkiem. Mają pięć żyłek. Dorastają do 6,2–7,8 mm długości. Kwiat główny ma 0,2–0,8 mm długości. Kwiaty górne mają długość podobną do kwiatów dolnych. Mają dwie żyłki. Ich powierzchnia jest delikatna i naga. Kwiaty wierzchołkowe są słabo rozwinięte. Kwiaty mają trzy pylniki o długości 3,5–4 mm.
OwoceZiarniaki z przynależną owocnią. Mają odwrotnie jajowaty kształt. Znaczek (hilum) jest liniowy.

## Biologia i ekologia
Kwitnie w pierwszej połowie czerwca. Rośnie na alpejskich łąkach pastwiskach, na wapiennym podłożu. Występuje na wysokości od 1680 do 2250 m n.p.m. Występuje w zespole roślinności Asyneumo pichleri-Fagetum. Dzieli środowisko z takimi gatunkami jak: Astragalus lacteus, Helictotrichon convolutum, Carex kitaibeliana, wiechlina roczna (Poa annua), szarota Hoppego (Gnaphalium hoppeanum), sparceta siewna (Onobrychis viciifolia), sesleria błotna (Sesleria caerulea), Rhinanthus nigricans oraz Viola eximia.